# Hjärndöd musik för en hjärndöd generation
Hjärndöd musik för en hjärndöd generation är hårdrocksgruppen Lillasysters debutalbum från 2007. Alla låtar av Martin Westerstrand och Lillasyster utom låt nr 11.

## Låtlista
1. Berätta det för Lina
2. Kräkas
3. Svin
4. Hårdrock
5. Nu har jag fått nog
6. Barn utan ben
7. Kometen
8. Spänn hjälmen
9. Stukaplan
10. Varfördärför *
11. Umbrella ** (Stewart, Nash, Harrell, Carter)

* Scream av Jimmie Strimell från Dead by April

** Med på nya versionen av "Hjärndöd musik för en hjärndöd generation".

## Bandmedlemmar
- Sång - Martin Westerstrand Skans
- Trummor - Ian-Paolo Lira
- Gitarr - Max Flövik
- Bas - Daniel Cordero